# Azurová

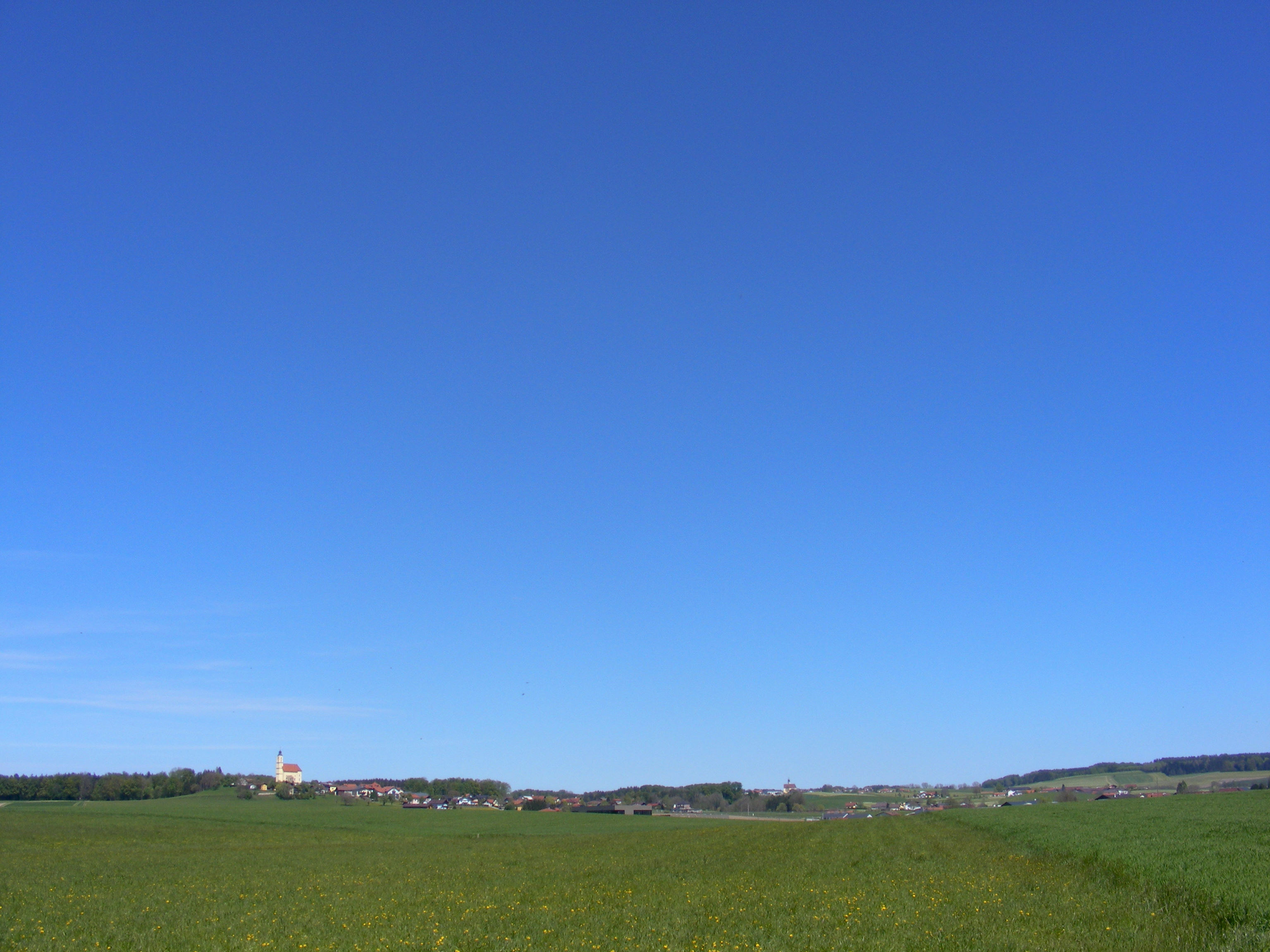
Azurové nebe

Azurová je sytě modrá barva, modř čisté (bezoblačné) oblohy, blankytná. Slovo „azur“ je orientálního (perského) původu od „azurového kamene“, latinsky lapis lazuli, drahokam který obsahuje tmavě modrý nerost lazurit. Pigment získávaný mletím tohoto kamene se nazývá ultramarín (z lat. „modřejší než moře“).
Azurová barva oblohy vzniká Rayleighovým rozptylem slunečního světla v zemské atmosféře.
Pod názvem azurová se také někdy uvádí barva cyan, která je jednou z barev modelu CMYK používaného v tisku.